# Cycle des quintes
 (août 2022).
Si vous disposez d'ouvrages ou d'articles de référence ou si vous connaissez des sites web de qualité traitant du thème abordé ici, merci de compléter l'article en donnant les références utiles à sa vérifiabilité et en les liant à la section « Notes et références ».

Cycle des quintes (sens horaire) et des quartes (sens antihoraire)

En théorie de la musique, le cycle des quintes est une représentation géométrique montrant la relation entre les douze degrés de l'échelle chromatique, leurs altérations correspondantes et la tonalité majeure ou mineure associée.

## Histoire

### Fondements introductifs

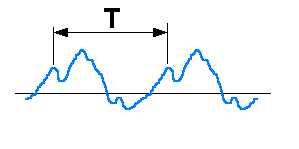
Le signal périodique se reproduit à intervalles réguliers. Pour le LA 440Hz, T= millisecondes

Le concept de son repose sur les propriétés physiques de la matière qui comme l'air ou la corde propage le son comme une surface d'eau propage une vague. Les scientifiques parlent d'onde ou de signal périodique, et en particulier d'onde sonore.
Pour les scientifiques, le concept de notes de musiques repose sur la fréquence du signal c'est-à-dire le nombre de variation par unité de temps. Par exemple, la note La 440 a une fréquence de 440 Hz, ce qui signifie que son signal se répète 440 fois par seconde.
La notion d'accord musical repose sur ce que les musiciens appellent "intervalle" qui sont en science des rapports particuliers de fréquences entre deux notes. Les intervalles les plus simples reposent sur les rapports ou fractions les plus simples. En particulier l'intervalle appelé octave repose sur un rapport de 2 entre les fréquences, tandis que l'intervalle appelé quinte pure repose sur un rapport de 3/2. Par exemple, un La 440 (dont la fréquence est 440 Hz) formera un intervalle d'octave avec une autre note dont la fréquence sera 440×2=880 Hz tandis qu'elle formera un intervalle de quinte avec une autre note dont la fréquence sera 440×3/2=660 Hz.

### Découvertes antiques
Les premiers textes décrivant l'utilisation d'accords remontent aux Babyloniens, vers le IIe millénaire av. J.-C. Le fait d'accorder par quintes (dit accordage pythagoricien) date de la Mésopotamie antique (voir Théorie musicale mésopotamienne), bien que les gammes mésopotamiennes étaient limitées à sept notes, et non étendues à des gammes de 12 notes. La méthode de superposition des quintes est ainsi la plus ancienne manière d'accorder les instruments à sons fixes.
Pythagore a fondé les bases de l’harmonique en découvrant que la musique s’articule autour de rapports algébriques. Il a mis en évidence le principe des quintes, grâce auquel on élabore les gammes pythagoriciennes. Certaines sources laissent entendre que le cercle des quintes était connu dans l'antiquité par Pythagore,. C'est une mécompréhension anachronique[Information douteuse]. Pourtant la construction de la gamme pythagoricienne s'est bien faite par des quintes pures successives mais le cercle ne se referme pas contrairement au cycle des quintes au tempérament égal.
Le comma pythagoricien fut calculé par Euclide et des mathématiciens chinois (dans l' Huainanzi). Il était donc connu dans l'antiquité qu'un cycle de douze quintes fait un peu plus de sept octaves. Mais cette connaissance théorique ne fut pas utilisée pour construire une gamme de douze notes se répétant d'octave en octave, ni pour moduler. Cela ne vint qu'avec le tempérament mésotonique et le tempérament égal. Ces nouveaux tempéraments permirent la modulation tout en restant accordé, mais ils ne se développèrent pas en Europe avant l'an 1500 environ.

### Formalisation

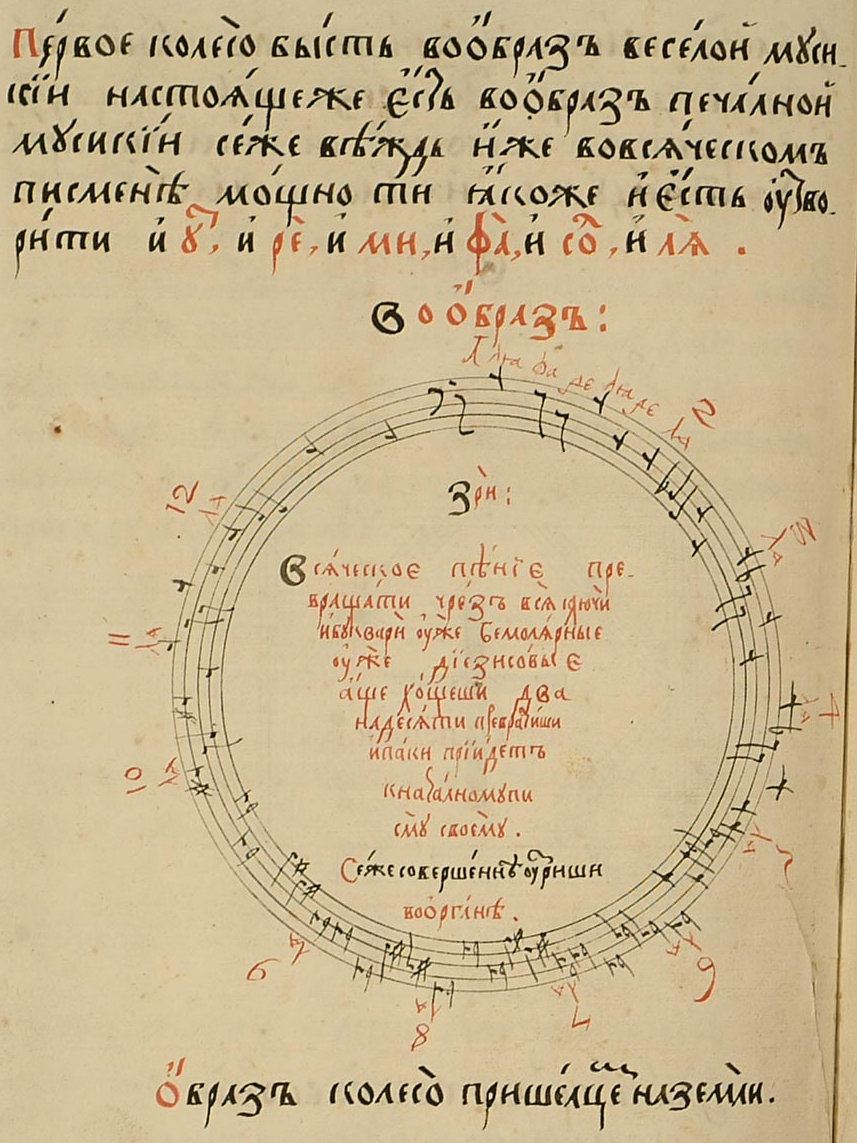
Le cercle des quintes de Nikolaï Diletsky dans Idea grammatikii musikiyskoy, Moscou, 1679

Le cercle des quintes a été développé vers la fin du XVIIème et le début du XVIIIème siècle, pour théoriser les modulations de l'époque Baroque.
Le premier cercle des quintes apparaît dans Grammatika (1677) du compositeur et théoricien Nikolay Diletsky, qui présente la  théorie musicale comme un outil de composition. Il s'agit du premier ouvrage de théorie musicale destiné à enseigner à une audience russe comment écrire des compositions polyphoniques de style occidental.
Un diagramme en cercle de quintes a été indépendamment développé par le compositeur et théoricien allemand Johann David Heinichen dans son Neu erfundene und gründliche Anweisung (1711), qu'il appela  "cercle musical" (en allemand: Musicalischer Circul),. Ce diagramme fut aussi publié dans son Der General-Bass in der Composition (1728). Sur ce cercle musical de Heinichen, les gammes mineures sont placées entre les gammes majeures, ce qui ne reflète pas les proximités réelles entre les gammes.
Plusieurs théoriciens de la musique, notamment Johann Mattheson (1735), ont proposé des représentations alternatives pour résoudre ce problème de proximité. David Kellner (de) (1737) propose de représenter les gammes majeures sur un cercle, et les mineures relatives sur un autre, à l'intérieur. Les relations entre les gammes ont ensuite été développées dans des espaces harmoniques (en) qui théorisent également les relations entre gammes majeures et mineures.

## Terminologie
L'intervalle de quinte pure était considéré comme le plus consonant après l'octave, en raison de son rapport numérique simple (2/3) sur le monocorde, durant l'Antiquité. On parle de cycle de quintes dans la mesure où, dans une gamme tempérée la succession de quintes permet de construire une gamme pour atteindre l'octave.
La quinte pure ou quinte juste est l'intervalle entre deux notes dont le rapport de fréquences est trois demis 3/2. Par opposition, dans les gammes tempérées, une quinte est formée par l'intervalle de 7 demi-tons sur les 12 demi-tons égaux de la gamme, et le rapport de fréquences entre ces deux notes n'est donc plus un nombre rationnel 3/2 mais un nombre irrationnel 27/12 soit un chiffre très légèrement inférieur. 
On parle d'intonation juste, système d'intonation musicale dans lequel, en principe, tous les intervalles, en particulier toutes les consonances, sont justes. Cet idéal est cependant utopique et l'expression « intonation juste » désigne plutôt un système d'intonation vocale ou instrumentale (ou un système d'accordage) combinant des quintes justes et des tierces justes en nombre nécessairement limité. Le mot « juste », utilisé dans ce sens depuis le début du XVIIIe siècle au moins, désigne des consonances parfaites, correspondant en théorie à des rapports de fréquence simples, 2/1 pour l'octave, 3/2 pour la quinte, 4/3 pour la quarte, 5/4 pour la tierce majeure et 6/5 pour la tierce mineure – appelées communément consonances « pures ». On notera qu'il s'agit de tous les rapports qui peuvent se construire avec les nombres de 1 à 6.
La méthode de superposition des quintes permet de construire une gamme chromatique. Elle a été en usage jusqu'à la fin du Moyen Âge. Depuis, la gamme utilisée dans la musique occidentale est principalement la gamme tempérée, qui n'a aucune quinte pure mais qui évite ainsi de comporter une quinte du loup dissonante et inutilisable en musique tonale. Cette quinte du loup est inférieure d'un comma pythagoricien par rapport à la quinte juste. Le tempérament égal est donc un moyen de répartir ce comma sur toutes les douze quintes de manière identique.
Les noms des intervalles sont construits à partir des distances entre les notes dans une gamme diatonique telle que do, ré, mi, fa, sol, la, si, do. En particulier la quinte, dont le nom vient du latin quintus signifiant "cinquième", est l'intervalle entre la première note de la gamme, do, et la cinquième note, sol. De même l'octave, dont le nom vient du latin octavus signifiant huitième, est l'intervalle entre la première note de la gamme, do, et la huitième note, do.
Le nom de quinte vient donc de la gamme diatonique, elle-même construite à partir du cycle des quintes. Historiquement c'est d'abord la gamme diatonique pythagoricienne qui a été construite à partir d'intervalles consonants, et cette gamme a ensuite été utilisée pour donner à ces intervalles le nom de quinte.
La construction de la gamme pythagoricienne aurait commencé en calculant le rapport de fréquence entre la quinte pure et la quarte pure : 3/2 x 3/4 = 9/8. C'est le rapport de fréquence du ton entre les deux tétracordes identiques avec l'enchaînement ton (9/8) - ton (9/8) - demi-ton (256/243) : do - ré - mi - fa et sol - la - si - do. C'est aussi le rapport de fréquence de deux quintes moins une octave : 3/2 x 3/2 x 1/2 = 9/8. Le cycle des quintes pures est donc une autre façon de construire la même gamme pythagoricienne.

## Structure
Dans la gamme tempérée, en commençant par une note quelconque et en montant par intervalles de quintes au tempérament égal soit d'un rapport de fréquence de 27/12, on passe par toutes les douze notes de la gamme chromatique tempérée avant de retomber sur une octave de la note initiale.
Comme cet espace est circulaire, il est aussi possible de le parcourir en sens inverse : l'intervalle entre chaque note est alors une quarte (le renversement de la quinte). Le cycle des quintes est donc aussi un cycle de quartes.

## Construction et utilisation

Où se situe l'altération ajoutée à la gamme suivante ? Dans le sens horaire, le dièse supplémentaire est placé sur la quarte de la gamme de départ pour former la septième de la gamme d'arrivée ; dans le sens antihoraire, le bémol supplémentaire est placé sur la septième de la gamme de départ pour former la quarte de la gamme d'arrivée. Pour revenir en arrière on indique un bécarre sur cette note.

Ce cercle est souvent utilisé pour représenter les relations entre les échelles diatoniques. Sur le schéma à droite, en choisissant une note pour tonique, le chiffre indiqué sur le cercle correspond au nombre d'altérations (de dièses ou de bémols) de l'armure correspondante.
En haut du cercle, indiquées par un bécarre () sont situées les gammes de do majeur et la mineur ; elles n'ont ni dièse (), ni bémol () à l'armure (pas d'altération). À chaque rotation dans le sens horaire, on ajoute un dièse à l'armure, selon le cycle des quintes ascendantes, soit dans l'ordre : fa, do, sol, ré, la, mi, si. Par contre, à chaque rotation dans le sens antihoraire, on ajoute un bémol à l'armure dans l'ordre inverse, selon le cycle des quintes descendantes, ce qui donne : si, mi, la, ré, sol, do, fa. Le nom des gammes correspondantes suit également ces deux ordres.
Il faut noter qu'au bout de six quintes ascendantes on tombe sur la même note qu'au bout de six quintes descendantes mais écrite différemment soit fa  et sol  formant une enharmonie. La raison est qu'il-y-a bien douze quintes soit sept octaves entre les deux notes. Les deux autres enharmonies sont formées par la note de la septième et dernière quinte ascendante do  avec le ré  ainsi que par la note de la septième et dernière quinte descendante do  avec le si. Les autres gammes au-delà de ces deux limites ne sont pas utilisées car elles contiennent des doubles dièses ou des doubles bémols.
Exemple :
- pour les gammes suivant le do majeur et la mineur dans le sens horaire, soit le sol majeur et mi mineur, sur le cycle des quintes ascendantes, on ajoute la première altération, soit un fa  ;
- dans le sens antihoraire, on décale selon le cycle des quintes descendantes, soit fa majeur et ré mineur, on ajoute, toujours suivant ce même cycle, la première altération, un si .

Pour passer d'une gamme majeure à la gamme homonyme mineure, il faut tourner de 3 notes dans le sens antihoraire, et donc, pour passer d'une gamme mineure à la gamme homonyme majeure, de trois notes dans le sens horaire. Cela fait trois altérations de différence entre les deux gammes: dièses en plus ou bémols en moins pour passer à la gamme majeure ou bien bémols en plus ou dièses en moins pour passer à la gamme mineure.
Exemple :
- la gamme de sol majeur comporte un dièse dans son armure, tourner de trois crans dans le sens antihoraire donne le sol mineur, comportant deux bémols et le dièse devient bécarre ;
- la gamme de ré mineur comporte un bémol à son armure, tourner de trois crans dans le sens horaire donne le ré majeur, comportant deux dièses et le bémol devient bécarre.

Il n'est pas rare dans les compositions classiques et même dans les chansons contemporaines d'avoir cette modulation entre tonalités homonymes mineures et majeures à l'intérieur d'un même morceau.

## Autres systèmes
Dans les systèmes d'accord non tempérés, la suite des quintes ne forme pas un cycle, on utilise alors une spirale plutôt qu'un cercle pour la représenter.
Dans le système de musique tonale, le cycle de quintes a la même structure de base et est essentiel à son fonctionnement. L'enchaînement dominante-tonique en est le couple moteur et le reste du cycle de quintes est issu de son imitation. L'enchaînement des degrés I-IV-VII-III-VI-II-V-I parcourt le cycle de quintes dans un geste tonal, tandis que l'enchaînement inverse, rétrograde représente le cycle plagal.